# Cavedago
Cavedago är en ort och kommun i provinsen Trento i regionen Trentino-Sydtyrolen i Italien. Kommunen hade 549 invånare (2018).